# Jesenské (powiat Rymawska Sobota)
Jesenské – wieś (obec) na Słowacji położona w kraju bańskobystrzyckim, w powiecie Rymawska Sobota. Pierwsze wzmianki o miejscowości pochodzą z roku 1274.
Według danych z dnia 31 grudnia 2016, wieś zamieszkiwało 2242 osoby, w tym 1113 kobiet i 1129 mężczyzn.
W 2001 roku rozkład populacji względem narodowości i przynależności etnicznej wyglądał następująco:
- Słowacy – 32,98%
- Czesi – 0,4%
- Romowie – 8,85%
- Węgrzy – 56,84%

Ze względu na wyznawaną religię struktura mieszkańców kształtowała się w 2001 roku następująco:
- Katolicy rzymscy – 74,32%
- Grekokatolicy – 0,22%
- Ewangelicy – 3,36%
- Ateiści – 7,88%
- Nie podano – 3,05%